# 比左
比左（ひさ）は、戦国時代の武将北条氏照の正室。大石定久もしくは大石綱周の娘。八王子城落城時の悲劇の姫として知られる。地元に伝承が多い。

## 略歴
父の大石定久は、上杉憲政を見限って後北条氏に臣従する。その後、北条氏康の三男・北条氏照を娘・比左の婿養子として迎え入れて滝山城と武蔵守護代の座を譲った。ただし、古文書からは定久の後継者とみられる大石綱周の名前が見いだされて永禄年間まで活動しているため、比左は綱周の娘（定久の孫？）であった可能性もある。
永禄12年（1569年）廿里古戦場、三増峠の戦いの時に、滝山城が包囲され落城寸前となった為、より防御力の高い八王子城に移転。
天正18年6月(1590年)豊臣秀吉の小田原征伐時に八王子城の戦いにて、八王子城内の滝にて自害と伝わる。
一方、文安元年（1444年）大石駿河守安祝開基の浄牧院(東久留米市)にて、天正18年6月(1590年)に自害との碑がある。また、大石氏ゆかりの永林寺（八王子市）の過去帳にも天正18年6月23日没、法名を「天桂院殿輝窓祐晃禅定尼」と記されている。
また、出家して北条氏照と八王子城で亡くなった人々を笛を吹いて弔ったとも伝わる。北条氏照の菩提寺である宗関寺（八王子市）の記録では文禄3年8月23日に48歳で没し、法名を「月霄峯（院）暉窓祐晃尼庵主」と記されている。これを信じた場合、逆算すると天文16年（1547年）生まれとなる。
北条氏照との間に重臣・山中頼元の室霊照院殿がいる。

## 比佐姫をテーマにする作品
- RDG_レッドデータガール